# Proity Márton
Proity Márton (Buzsák, 1903. február 15. – Budapest, 1973. október 24.) lelkész, plébános, püspöki tanácsos. A Székesfehérvár - Maroshegy-i Szent Kristóf templom építtetője, első plébánosa.

## Élete
Proity Márton a Somogy vármegyei Buzsákon született 1903. február 15-én. 
Középfokú tanulmányait a Kaposvári Magyar Királyi Állami Főgimnáziumban (később Kaposvári Magyar Királyi Állami Somssich Pál Főgimnázium) végezte 1917-1924. között, érettségi vizsgát jeles eredménnyel tett.
1929. június 23-án a Székesfehérvári egyházmegye pappá szentelte. 1930 és 1936 között Budafokon volt hitoktató, 1936-tól 1939-ig Budatétényben lelkész, 1939-1949 között Székesfehérvár-Maroshegyen lelkész, püspöki tanácsos, 1949-1952-ben Székesfehérvár-Maroshegyen plébános, 1952-től 1963-ig Szabadegyházán plébános, majd 1963 és 1973 között Nagytétényben plébános. Teológiából doktorált.

### Letartóztatása
1944. november 12-én A Gestapo letartóztatta, Bilkei Ferenccel és Neményi Lajossal együtt még aznap Komáromba szállították gyűjtőtáborba. Shvoy Lajos püspök érdeklődésére a Gestapo azt válaszolta, hogy „politikai okból történt őrizetbe vételük”. A püspök Szöllősy miniszterelnök-helyettesnél próbált telefonon közben járni, hogy ügyüket Székesfehérváron vizsgálják ki, mert a komáromi gyűjtőtábornak igen rossz híre van. A miniszterelnök-helyettes azt válaszolta, hogy mindenképp Komáromba kell menniük, mert a vizsgálatot végző nemzetvédelmi szerv csak ott működik.
A győri kórház fertőző osztályán vészelte át a nehéz időket Király József csicsói esperes és Somogyi Antal kisbéri plébános társaságában.

## Művei
- Gondolatok a Miatyánkról / Proity Márton. (n.d.). Székesfehérvár : Szerző, 1934 Székesfehérvár : Vörösmarty Ny.
- Isten, szentek, bálványok / Proity Márton. (n.d.). Budapest : [Sárkány Ny.], 1936.
- Mit kapott az emberiség Krisztustól? / Proity Márton. (n.d.). Budapest : Sárkány Ny., 1940.